# ワイプアウト (レースゲーム)
『ワイプアウト』(wipEout) は、1995年（日本では1996年）に発売されたレースゲーム、およびそのシリーズである。

## 概要
反重力(Anti Gravity略してAG)テクノロジにより、地上から数メートル浮いた状態で超高速走行が可能な乗り物を使うという設定のレースゲームである。目的は、ゲーム機のコントローラを使ってこの乗り物を操作し、レース用サーキットを走らせ、できるだけ速く規定の周回数を走り切ることである。コース幅がこのタイプのレースゲームとしては比較的狭めで、走行（飛行？）速度がそれに比して速めであるうえに、コーナリングには浮遊感をともなう独特の反応特性があるため、操縦はやや難しい。また、サーキットの上には様々な特典（グリッド・パッド）が置かれており、その上を通過すると一時的な急加速、ミサイル、爆弾、シールドなどのアイテム・ウエポンを使うことができる。
開発元は3D空間を移動するタイプのゲームを得意としたイギリスのゲーム開発会社Psygnosisである。同社は1993年にソニーグループに買収されたが、しばらくは競合会社のゲーム機向けにもシリーズ作品が発売された。その後PsygnosisはSCEE Studio Liverpoolとなりシリーズの開発を続けていたが2012年に閉鎖、Studio Liverpoolに在籍していたスタッフの一部はSCE Evolution Studiosに異動、吸収された。また元スタッフが設立したゲーム開発スタジオSawfly Studios、FirespriteがありFirespriteはPS4「プレイルーム」の開発に関わっている。

## シリーズ作品

### ワイプアウト
F3600 『ワイプアウト』(wipEout) は、1995年（日本では1996年）にPlayStation (PS)・セガサターン (SS)・PCで発売されたシリーズ第1作である。PS版はソニー・コンピュータエンタテインメント (SCE)、SS版はソフトバンク、PC版はゲームバンクから発売された。PS版とSS版は収録曲が多少異なる。またPS版はレース画面の書き換えが30fpsだがSS版は20fpsである。
2007年8月にPlayStation Networkのゲームアーカイブスで発売された。

### ワイプアウトXL
F5000 『ワイプアウトXL』（-エクセル、wipEout 2097）は、1996年に発売されたシリーズ第2作である。PS版はSCEから、1998年にはSS版がゲームバンクから発売された。敵に攻撃されたり壁に激突した時にはピンク色のゲージ残量が減るダメージ制となった。PS版とSS版では収録曲が異なり、PS版が様々なテクノアーティストから楽曲提供を受けたオムニバスになっているのに対して、SS版は全トラックがゲームミュージック作曲家であるTim Wright（CoLD SToRAGE名義）の書き下ろし曲になっている。1996年12月12日に新宿リキッドルームでサウンドトラックのアルバム発売を記念したパーティが行われた。

### wipEout 64
F5000 『wipEout 64』は、1998年にNINTENDO 64で発売されたシリーズ第3作である。欧州・北米ではMidway Gamesより発売された。シリーズで初めて4人までの対戦が可能となった。日本でもココナッツジャパンより発売される予定だったが、何度も延期した後に発売中止となった。

### ワイプアウト 3
F7200 『ワイプアウト3』(wipEout 3) は、1999年（日本では2000年）にPSで発売されたシリーズ第4作である。北米ではPsygnosisより、日本ではSCEより発売された。パッケージのタイトルロゴは欧州(PAL)と日本(NTSC/J)は「WIP3OUT」、北米(NTSC/UC)では「WIPEOUT 3」と表記されている。これ以降はSCEハードにのみ発売されることとなる。なお、日本版のみ2つのコースが隠しモードに追加されている。

#### wipEout 3 special edition
F7200 『wipEout 3 special edition』は、2000年に欧州限定で発売された『wipEout 3』の特別版である。『wipEout 3』をベースに、旧作から8つのコースが追加・リメイクされたクラシック・リーグが加わり、日本版のみだった2つのコースも収録されている。収録曲は『wipEout 3』と同じ。

### wipEout Fusion
F9000 『wipEout Fusion』は、2002年にPlayStation 2で発売されたシリーズ第5作である。欧州・北米で発売されたが日本では未発売。本作より、SCEE Studio Liverpoolが開発を担当、発売元は全てSCEとなる。

### ワイプアウト ピュア
FX300 『ワイプアウト ピュア』(wipEout purE) は、2005年にPlayStation Portable (PSP) で発売されたシリーズ第6作である。欧州版・北米版・日本版が存在し、基本的に内容は同一だが、ダウンロードできるコンテンツに違いがある。特に欧州版は北米版、日本版に比べて追加されたコースやサウンドトラックが存在する。現在それらの追加データのほとんどはダウンロード不可になっている。

### wipEout PULSE
FX400 『wipEout PULSE』は、欧州では2007年12月12日に、北米では2008年2月12日にPSPで発売されたシリーズ第7作である。日本では未発売。前作『ピュア』と同様にダウンロードコンテンツが存在するが、有料になっており、PlayStation Storeからダウンロード販売という形で提供されている（現在は欧州版のみ）。

### ワイプアウト HD
FX350 『ワイプアウト HD』(wipEout HD) は、PS3向けダウンロード配信タイトルとして発売されたシリーズ第8作である。2008年9月25日に英国・北米で、10月29日に日本で配信が開始された。『ピュア』・『PULSE』に登場したコースから8コースをハイビジョン画質でリメイクする。SIXAXIS・DUALSHOCK 3のモーションセンサーを使い、傾きで操作することも可能。オンライン対戦、1080p、60fpsサポート。後に無料アップデートで3D立体視に対応した。

#### ワイプアウト HD フューリー
『ワイプアウト HD フューリー』(wipEout HD Fury) は、『HD』の追加コンテンツとして2009年7月23日に900円で発売された。12のコースと12のクラフト、80種類もの課題などが追加される。プレイするには製品版『HD』が必要。

### ワイプアウト 2048
PlayStation Vita用に2012年1月19日に発売。HD Furyとのクロスプラットフォーム・オンライン対戦が可能。

### ワイプアウト オメガコレクション
Playstation 4のダウンロード専用ソフトとして2017年6月8日に発売された。『HD』『Fury』『2048』3作品のリマスターが収録されている。PS4 Proにも対応しており、4K解像度、HDR、60fpsで動作可能。『HD』ではティガロンとヴァンユーバー（早期購入特典）のクラフトが追加されている。2018年3月の無料アップデートでPlayStation VRに対応し、操縦席視点での3D立体視に対応したVRモードが実装された